# Стефан Діагана
Стефан Діагана (фр. Stéphane Diagana; нар. 23 липня 1969) — французький легкоатлет, який спеціалізувався в бар'єрному бігу.

## Спортивні досягнення
Фіналіст (4-е місце) олімпійського забігу на 400 метрів з бар'єрами (1992). Учасник змагань з естафетного бігу 4×400 метрів на Іграх-1992, де у складі французької команди не пройшов далі попереднього забігу.
Чемпіон світу з бігу на 400 метрів з бар'єрами (1997). Срібний (1999) та бронзовий (1995) призер чемпіонатів світу з бігу на 400 метрів з бар'єрами. Двічі був четвертим (з бігу на 400 метрів з бар'єрами та з естафетного бігу 4×400 метрів) на чемпіонаті світу-1993.
Двічі був третім на Кубках світу — з бігу на 400 метрів з бар'єрами (1992) та з естафетного бігу 4×400 метрів (1994).
Чемпіон Європи (2002) та бронзовий призер чемпіонату Європи (1994) з бігу на 400 метрів з бар'єрами. Срібний призер чемпіонату світу з естафетного бігу 4×400 метрів (1994). Учасник фінальних забігів на 400 метрів з бар'єрами (5-е місце) та з естафетного бігу 4×400 метрів (7-е місце) на чемпіонаті Європи-1990.
Срібний призер чемпіонату Європи в приміщенні з естафетного бігу 4×400 метрів (2002). Фіналіст (6-е місце) змагань з бігу на 200 метрів на чемпіонаті Європи в приміщенні (1992).
Переможець Кубку Європи з бігу на 400 метрів з бар'єрами (1993). Багато разів фінішував у трійках призерів змагань з бігу на 400 метрів з бар'єрами та з естафетного бігу 4×400 метрів на Кубках Європи.
Ексрекордсмен Європи з бігу на 400 метрів з бар'єрами — 47,37 (1995).
Багаторазовий чемпіон Франції з бігу на 400 метрів з бар'єрами та з бігу на 400 метрів.